# Rotselaar
Rotselaar är en kommun i Belgien.   Den ligger i provinsen Flamländska Brabant och regionen Flandern, i den centrala delen av landet, 28 km öster om huvudstaden Bryssel. Antalet invånare är 15 667.
I omgivningarna runt Rotselaar växer i huvudsak blandskog. Runt Rotselaar är det tätbefolkat, med 319 invånare per kvadratkilometer.